# 十貫河原
十貫河原（じゅっかんがわら）は、福島県郡山市に所在する字である。郵便番号は963-8818。

## 地理
郡山市役所本庁所管地域である旧郡山地区に属し、住所としては「郡山市字十貫河原」と表記される。北で水門町、東で田村町下行合、南で船場向、西で道場とそれぞれ隣接する。JR東日本郡山駅東側市街地に位置し、一級水系阿武隈川と支流の谷田川に挟まれた地区の中で東側の谷田川下流左岸部の一角を範囲とする。郡山中央工業団地東側に隣接する住宅地であるほか、わずかながら残された農地が点在する。芳賀に所在する郡山警察署芳賀交番、および堂前町に所在する郡山消防署本署がそれぞれ管轄にあたる。

### 河川・湖沼
一級水系阿武隈川水系
- 谷田川

## 世帯数と人口
2024年1月1日現在の世帯数と人口は以下の通りである。
| 町丁     | 世帯数  | 人口  |
| -------- | ------- | ----- |
| 十貫河原 | 166世帯 | 341人 |

## 小・中学校の学区
市立小・中学校に通う場合、学区は以下の通りとなる。
| 番地 | 小学校             | 中学校                 |
| ---- | ------------------ | ---------------------- |
| 全域 | 郡山市立芳賀小学校 | 郡山市立郡山第四中学校 |

## 交通

### 道路
- 二級市道170号金屋水門町2号線